# 129968 Mitchwhiteley
129968 Mitchwhiteley este o planetă minoră (asteroid), cu un diametru de 4,011 km, din centura de asteroizi. A fost descoperită pe 29 octombrie 1999 la Catalina Station⁠(d) de Catalina Sky Survey. 
Obiectul prezintă o orbită caracterizată de o semiaxă mare de 2,8068636322175 UAi, o excentricitate de 0,2, o înclinație de 8,8 ° în raport cu ecliptica.